# 雙射記數
雙射記數系統（Bijective numeration）是一種表示數字的位置數值系統，每個非負整數都可使用有限數字串表示。該名稱「雙射」指的是非負整數集和用有限符號集的有限字符串集間存在雙射（即一一對應）。
大多數數字系統，例如十進制，都不是雙射的；因為不止一串數字可以表示同一個正整數：添加前導零不會改變表示的值，例如「1」、「01」、「001」都表示數字「1」。而一進制因為只有一個數字「1」所以必然「是」雙射的。
雙射進制-k記數系統是一個雙射進位制。使用集合{1, 2, ..., k}（其中k≥1）編碼正整數；值的位置定義為「k」的冪倍數。Smullyan (1961)稱此為k-adic：用有限非零數字串表示普通整數的系統，而p-adic數是包含整數作為子集的一個數學值系統，並且可能需要無限數字序列表示。

## 定義
雙射進位制使用集合{1, 2, ..., k}（其中k≥ 1）來唯一編碼每個非負整數：
- 零由空字符串表示。
- 由非空數字串表示的整數

anan−1 ... a1a0 = an kn + an−1 kn−1 + ... + a1 k1 + a0 k0.
- 表示整數的數字串m>0是anan−1 ... a1a0

當
{\displaystyle {\begin{aligned}a_{0}&=m-q_{0}k,&q_{0}&=f\left({\frac {m}{k}}\right)&\\a_{1}&=q_{0}-q_{1}k,&q_{1}&=f\left({\frac {q_{0}}{k}}\right)&\\a_{2}&=q_{1}-q_{2}k,&q_{2}&=f\left({\frac {q_{1}}{k}}\right)&\\&\,\,\,\vdots &&\,\,\,\vdots \\a_{n}&=q_{n-1}-0k,&q_{n}&=f\left({\frac {q_{n-1}}{k}}\right)=0\end{aligned}}}
且
{\displaystyle f(x)=\lceil x\rceil -1,}
{\displaystyle \lceil x\rceil }是不小於的最小整數x（上取整函数）
相反，標準進位制可用類似遞歸算法定義當
{\displaystyle f(x)=\lfloor x\rfloor ,}

### 擴展到整數
在{\displaystyle k>1}進制, the bijective base-{\displaystyle k} numeration system could be extended to negative integers in the same way as the standard base-{\displaystyle b} numeral system by use of an infinite number of the digit {\displaystyle d_{k-1}}, where {\displaystyle f(d_{k-1})=k-1}, represented as a left-infinite sequence of digits {\displaystyle \ldots d_{k-1}d_{k-1}d_{k-1}={\overline {d_{k-1}}}}. This is because the Euler summation
{\displaystyle g({\overline {d_{k-1}}})=\sum _{i=0}^{\infty }f(d_{k-1})k^{i}=-{\frac {k-1}{k-1}}=-1}
meaning that
{\displaystyle g({\overline {d_{k-1}}}d_{k})=f(d_{k})\sum _{i=1}^{\infty }f(d_{k-1})k^{i}=1+\sum _{i=0}^{\infty }f(d_{k-1})k^{i}=0}
and for every positive number {\displaystyle n} with bijective numeration digit representation {\displaystyle d} is represented by {\displaystyle {\overline {d_{k-1}}}d_{k}d}. For base {\displaystyle k>2}, negative numbers {\displaystyle n<-1} are represented by {\displaystyle {\overline {d_{k-1}}}d_{i}d} with {\displaystyle i<k-1}, while for base {\displaystyle k=2}, negative numbers {\displaystyle n<-1} are represented by {\displaystyle {\overline {d_{k}}}d}. This is similar to how in signed-digit representations, all integers {\displaystyle n} with digit representations {\displaystyle d} are represented as {\displaystyle {\overline {d_{0}}}d} where {\displaystyle f(d_{0})=0}. This representation is no longer bijective, as the entire set of left-infinite sequences of digits is used to represent the {\displaystyle k}-adic integers, of which the integers are only a subset.

## 性質
對於{\displaystyle k\geq 2}進制：
- 表示非負整數n的雙射k進位位數是{\displaystyle \lfloor \log _{k}((n+1)(k-1))\rfloor }[1]，與{\displaystyle \lceil \log _{k}(n+1)\rceil }相比，k進制如果是「1」，位數就是n。
- 最小可表示為長度{\displaystyle l\geq 0}的雙射k進制數字的非負整數是{\displaystyle min(l)={\frac {k^{l}-1}{k-1}}}。
- 最大可表示為長度{\displaystyle l\geq 0}的雙射k進制數字的非負整數是{\displaystyle max(l)={\frac {k^{l+1}-k}{k-1}}}，相當於{\displaystyle max(l)=k\times min(l)}或{\displaystyle max(l)=min(l+1)-1}。
- 非負整數n的雙射k進制可和普通進制k相同，當且僅當普通進制不含數字「0」，或者等效地，雙射進制既不是空字符串也不包含數字k。

對於進制{\displaystyle k\geq 1}，
- 會有{\displaystyle k^{l}}個雙射進制，長度為{\displaystyle l\geq 0}的k。[2]
- 雙射進制k的列表.。用λ表示空串，1、2、3、8、10、12、16為底的數如下（這裡列出普通的表示方式以供比較）：

| 雙射一進制   | λ | 1 | 11 | 111 | 1111 | 11111 | 111111 | 1111111 | 11111111 | 111111111 | 1111111111 | 11111111111 | 111111111111 | 1111111111111 | 11111111111111 | 111111111111111 | 1111111111111111 | ... |
| 雙射二進制   | λ | 1 | 2  | 11  | 12   | 21    | 22     | 111     | 112      | 121       | 122        | 211         | 212          | 221           | 222            | 1111            | 1112             | ... |
| 二進制       | 0 | 1 | 10 | 11  | 100  | 101   | 110    | 111     | 1000     | 1001      | 1010       | 1011        | 1100         | 1101          | 1110           | 1111            | 10000            | ... |
| 雙射三進制   | λ | 1 | 2  | 3   | 11   | 12    | 13     | 21      | 22       | 23        | 31         | 32          | 33           | 111           | 112            | 113             | 121              | ... |
| 三進制       | 0 | 1 | 2  | 10  | 11   | 12    | 20     | 21      | 22       | 100       | 101        | 102         | 110          | 111           | 112            | 120             | 121              | ... |
| 雙射八進制   | λ | 1 | 2  | 3   | 4    | 5     | 6      | 7       | 8        | 11        | 12         | 13          | 14           | 15            | 16             | 17              | 18               | ... |
| 八進制       | 0 | 1 | 2  | 3   | 4    | 5     | 6      | 7       | 10       | 11        | 12         | 13          | 14           | 15            | 16             | 17              | 20               | ... |
| 雙射十進制   | λ | 1 | 2  | 3   | 4    | 5     | 6      | 7       | 8        | 9         | A          | 11          | 12           | 13            | 14             | 15              | 16               | ... |
| 十進制       | 0 | 1 | 2  | 3   | 4    | 5     | 6      | 7       | 8        | 9         | 10         | 11          | 12           | 13            | 14             | 15              | 16               | ... |
| 雙射十二進制 | λ | 1 | 2  | 3   | 4    | 5     | 6      | 7       | 8        | 9         | A          | B           | C            | 11            | 12             | 13              | 14               | ... |
| 十二進制     | 0 | 1 | 2  | 3   | 4    | 5     | 6      | 7       | 8        | 9         | A          | B           | 10           | 11            | 12             | 13              | 14               | ... |
| 雙射十六進制 | λ | 1 | 2  | 3   | 4    | 5     | 6      | 7       | 8        | 9         | A          | B           | C            | D             | E              | F               | G                | ... |
| 十六進制     | 0 | 1 | 2  | 3   | 4    | 5     | 6      | 7       | 8        | 9         | A          | B           | C            | D             | E              | F               | 10               | ... |

## 例
- 雙射五進制的34152 = 3×54 + 4×53 + 1×52 + 5×51 + 2×1 = 2427（十進制）
- 雙射十進制119A（A代表數值10） = 1×103 + 1×102 + 9×101 + 10×1 = 1200（十進制）
  - 雙射11進制B = 11（十進制）
  - 雙射35進制Z = 35（十進制）

## 雙射十進制
雙射十進制系统是一种以 10 为底的位置数字系统，不使用数字来表示零，而用一个数字代表十，例如 A。
与传统的十进制一样，每个数字位置代表十的幂，因此例如 123 是“一百，加上两个十，加上三个一”。 所有在传统十进制中仅用非零数字表示的正整数（例如 123）在不带零的十进制中具有相同的表示形式。 使用零的必须重写，例如10变为A，常规20变为1A，常规100变为9A，常规101变为A1，常规302变为2A2，常规1000变为99A，常规1110变为AAA，常规2010变为19AA ， 等等。
不带零的十进制的加法和乘法本质上与传统十进制相同，只是当位置超过十时而不是超过九时发生进位。 因此，要计算 643 + 759，有十二个个位（在右边写 2，十位进位 1）、十个十（记为 A，不需要进位到百位）、十三个百（在右边写 3，进位 1）、和一个千（写 1），得到结果 13A2 而不是传统的 1402。

## 雙射二十六進制
在双射二十六进制系统中，可以使用拉丁字母A到Z来表示1到26。（A=1，B=2，C=3，...，Z=26）
通过选择这种表示法，数字序列（从 1 开始）开始为 A、B、C、...、X、Y、Z、AA、AB、AC、...、AX、AY、AZ、BA、BB、BC，...
每个数字位置代表二十六的幂，例如数字 ABC 代表十进制的 1 × 262 + 2 × 261 + 3 × 260 = 731。
许多电子表格（包括 Microsoft Excel）使用此系统为电子表格的列分配标签，如 A、B、C、...、Z、AA、AB、...、AZ、BA、...、ZZ、AAA 。在 Excel 2013 中，最多可以有 16384（214） 列，从 A 到 XFD。 该系统的一个变体用于命名变星。 它可以应用于任何需要使用字母进行系统命名的问题，同时使字符串尽可能短。
所有英语单词（不区分大小写）都可以通过上述方法转换成十进制自然数。

## 歷史
每个非负整数在双射 k (k ≥ 1) 进制中都有唯一的表示，这一事实是一个已被多次重新发现的“民间定理”。 早期的例子是 Foster (1947) （对于 k = 10），以及 Smullyan (1961) 和 Böhm (1964) （对于所有 k ≥ 1）。Smullyan 使用该系统提供逻辑系统中符号串的哥德尔编号； Böhm 使用这些表示以编程语言 P′′ 执行计算。Knuth (1969) 提到了 k = 10 的特殊情况，Salomaa (1973) 讨论了 k ≥ 2 的情况。Forslund (1995) 似乎是另一个重新发现，并提出假设说如果古代计数系统使用双射 k 进制，可能由于人们普遍不熟悉这一系统，导致考古文献中并未发现这一点。